# Mixaderus schoutedeni
Mixaderus schoutedeni là một loài bọ cánh cứng trong họ Aderidae. Loài này được Pic miêu tả khoa học năm 1931.